# Tobias Weichberger

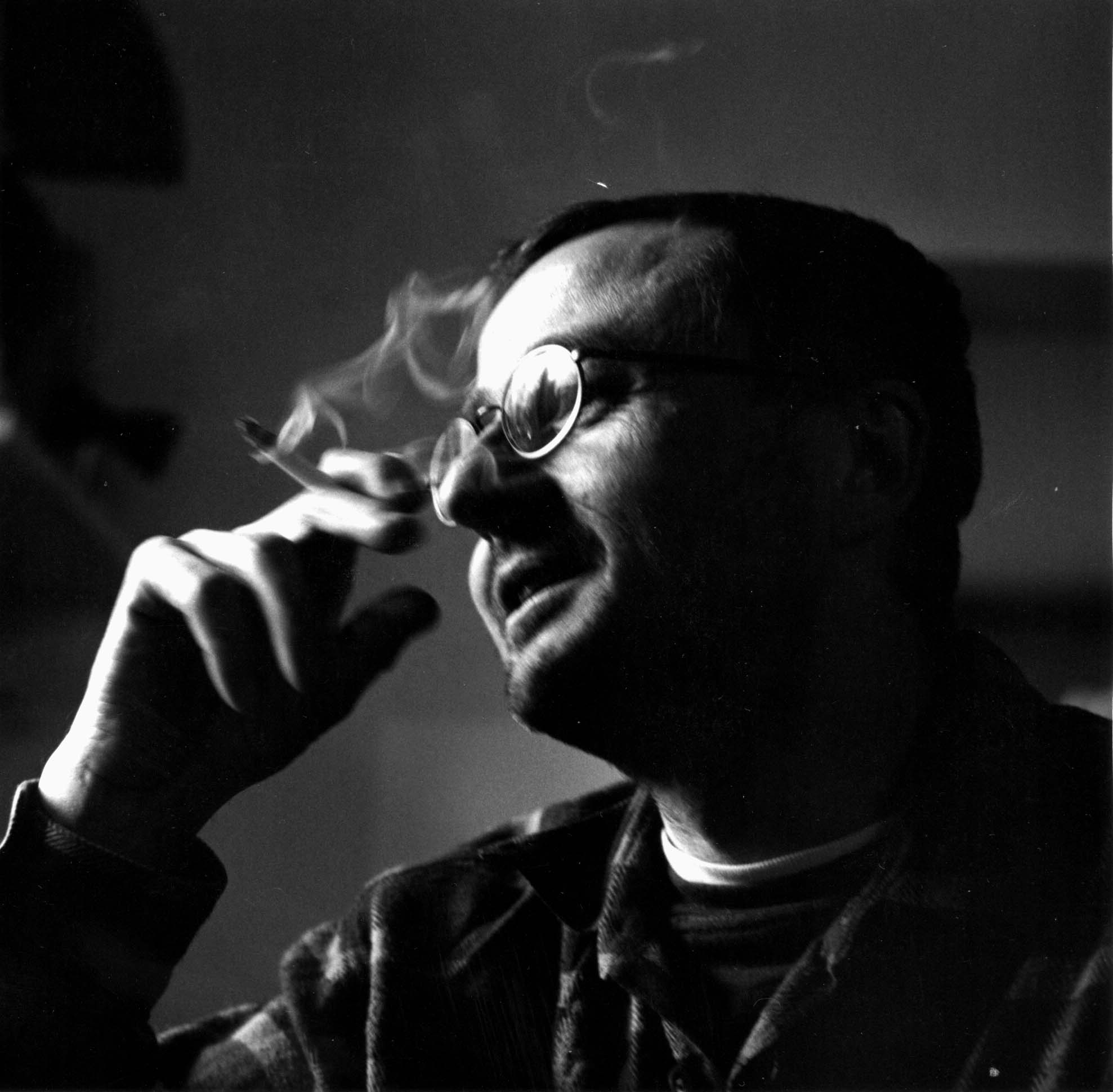
Tobias Weichberger

Tobias Weichberger (* 1. April 1951 in Bremen; † 1998 in Worpswede) war ein deutscher Zeichner, Radierer und Maler. Er lebte und arbeitete in Worpswede.

## Biografie
Weichberger war der Sohn der Malerin und Keramikkünstlerin Heide Weichberger (1922–1980). Sein Halbbruder aus der früheren Ehe der Mutter mit dem Schriftsteller Gustav Schenk war der Schriftsteller Johannes Schenk, der sich später besonders für die Würdigung des künstlerischen Schaffens Tobias Weichbergers einsetzte.
Seine Kindheit verbrachte Weichberger in Worpswede. 1971 begann er ein Studium an der Bremer Hochschule für Gestaltung (heute Hochschule für Künste Bremen). Das Studium beendete er 1978 an der Berliner Hochschule für bildende Künste (heute Universität der Künste Berlin). 1980 kehrte er nach Worpswede zurück. Hier widmete er sich neben Malerei in Öl zunehmend der Technik der Collage. 
Ab 1977 wurden seine Werke in verschiedenen deutschen Galerien ausgestellt. Zu Weichbergers bekannteren Arbeiten zählt die Reihe Meine Madames, eine Serie von zirka 40 großformatigen weiblichen Akten, die zwischen 1989 und 1990 entstanden. Die Madames wurden in Wasserfarbe und Kreide auf Packpapier gemalt und dann feucht auf Holz aufgezogen. Durch die Trocknung erhielten die Werke eine besondere, plastische Oberflächenstruktur. Donata Holz schrieb dazu im Weser-Kurier: „Die nackten Schönen von Tobias Weichberger, die Assoziationen an japanische Holzschnitte wecken, präsentieren sich liegend, drehen uns den Rücken zu, oder lassen sich bei der Körperpflege beobachten. Manchmal haben sie ein Accessoire wie ein Handtuch, einen Schwamm oder eine Blume in den Händen.“ In vielen Zeichnungen und Radierungen Weichbergers spielen Zahlen und Buchstaben eine wichtige Rolle, wobei das „M“ und das „W“ allerdings immer fehlen. Der Künstler hat hierzu viele verschiedene Geschichten erzählt, ließ seine Zuhörer aber stets im Ungewissen über den wahren Grund.
1989 wurde er vom Landkreis Osterholz mit dem Förderpreis der Kultur ausgezeichnet. 1993 widmete ihm der Kultur- und Heimatkreis Bremervörde eine Gedenkausstellung.

1998 schied Tobias Weichberger freiwillig aus dem Leben. 2007 stiftete sein früherer Förderer und Freund Johann Weber der Artothek der Stadt Bremervörde neun Radierungen Weichbergers.

## Ausstellungen (Auswahl)
- 1977 Galerie Laves, Worpswede
- 1979 Galerie Laves, Worpswede
- 1979 Majakowski Galerie, Berlin
- 1979 Galerie „Die Insel“, Staufen
- 1981 Oldenburger Kunstverein
- 1982 Galerie Kleber
- 1982 Galerie Steinrötter, Münster
- 1983 Galerie Laves, Worpswede
- 1984 Galerie Laves, Hamburg
- 1985 Galerie „Die Insel“, Straufen
- 1987 Galerie Worpswede, Bonn
- 1989 Galerie Steinrötter, Münster
- 1989 Landkreis Osterholz
- 1993 Bremervörder Kultur- und Heimatkreis